# Општина Татулешти (Олт)
Татулешти (рум. Tătuleşti) општина је у Румунији у округу Олт.
Oпштина се налази на надморској висини од 240 m.